# Schimanski: Sehnsucht
Sehnsucht ist ein Fernsehfilm aus der Kriminalreihe Schimanski der ARD.
Der Film wurde von Colonia Media produziert und am 7. November 1999 zum ersten Mal gesendet. Es ist die 7. Folge der Schimanski-Reihe mit Götz George.

## Handlung
Mammut Schulz, gerade aus dem Gefängnis entlassen, taucht bei Schimanski an dessen Ankerplatz auf und bittet ihn, seine alte Liebe Olga zu finden. Außerdem stecke er in Schwierigkeiten und wird verdächtigt den Immobilienmakler Beitz getötet haben. Also macht sich Schimanski nach Duisburg auf und versucht bei Oberstaatsanwältin Schäfer in den Fall einzusteigen und trifft dort seinen alten Kollegen Hänschen wieder, der aus den Niederlanden zurückgekehrt ist und mit dem Mordfall Beitz betraut wurde.  Doch es taucht unverhofft ein dritter Ermittler auf, Thomas Hunger vom LKA, der von höchster Stelle auf den Fall Mammut Schulz angesetzt wurde. 
Schimanski und Hänschen untersuchen gemeinsam den Tatort, wobei er Hänschen verrät, dass ihn Mammut besucht hat. Aber Hänschen gibt ihm zwei Tage Schonfrist, um Mammut zu entlasten. Das Kameravideo im Parkhaus bei Beitz wurde bereits beschlagnahmt, das Schimanski hätte weiterhelfen können. Plötzlich wird Schimanski von Hunger auf dem Parkdeck überfallen, um ihm klarzumachen, dass er ihm nicht in die Ermittlungen pfuschen soll. Das Glück will es, dass Schimanski über Hungers Handy den Aufenthaltsort von Mammut ermitteln kann, der ihn abends in seiner Wohnung aufsucht. Schimanski versteckt ihn bei seinem alten Freund Ewald und bekommt eine erste Spur über einen Zulieferer von Olgas früherer Bar Pinguin, der ihm sagt, dass sie früher Pornofilme in Frankreich gedreht hat. Er besucht zunächst Eva Marsfeld, Ehefrau eines Politikers, die eine Bekannte von Beitz war und sehr daran interessiert ist, ihre Interessen zu durch ihre Freundin Schäfer zu schützen. Doch das Auftauchen ihres Mannes, der Schimanski von früher kennt, beendet das Gespräch abrupt und er wird rausgebeten. 
In Olgas Heimatort Villeneuve kann er durch einen Pornosammler ihre Adresse erfahren und entgeht knapp einem Mordanschlag durch zwei Killer. In ihrer Wohnung entdeckt er Spuren einer Geldsendung und kann sie gegenüber in einem Kindergarten ausfindig machen. Olga jedoch will nichts mehr mit Mammut zu tun haben, und er folgt ihr in ein Schwimmbad. Dort wiederum überraschen sie wiederum die Killer und er entführt Olga nach Duisburg. Dort lauert ihnen Hunger auf und nimmt Olga als Pfand in ein Stundenhotel, um Schimanski zu zwingen ihm Mammut auszuliefern. Die Killer tauchen aber auch dort auf, schlagen Hunger bewusstlos und töten Olga. Im Polizeirevier hat Hänschen das Videoband aus dem Parkhaus vor Beitz’ Haus heimlich ausgewertet, und es zeigt sich, dass Frau Marsfeld zur Tatzeit beim Opfer war. Nachdem Schimanski Mammut vom Tod Olgas berichtet hat, versucht Hunger Mammut in seinem Versteck festzunehmen, doch der ist verschwunden. Zuvor hatte Schimanski unerwarteten Besuch von Eva Marsfeld, die ihn zu einem Schäferstündchen verführen will, das aber von Hunger abrupt gestört wurde. 
Im Leichenschauhaus entdeckt er Mammut bei der Leiche von Olga, doch es stellt sich heraus, dass die tote Frau nicht als Olga von Mammut identifiziert wird. Mammut flieht mit der Waffe des Nachtwächters und kann auch Hunger, der ihn vor dem Ausgang abfangen will, problemlos überwältigen. Eine nochmalige Untersuchung in Beitz Büro ergibt, dass Frau Marsfeld von ihm erpresst worden ist. Eva Marsfeld gibt Schimanski gegenüber zu, das die Frau, die er als Olga aus Frankreich holte, ihre Schwester Denise war, die ihre Identität angenommen hatte, damit sie als Eva Marsfeld ein neues Leben beginnen konnte. Erst als sie sich mit Mammut nahe dem alten Lokal Pinguin auf einem Boot trifft, kann Oberstaatsanwältin Schäfer von Schimanskis Erkenntnissen überzeugt werden. Als sie Eva allein antreffen, behauptet sie, Mammut habe die Morde gestanden. Im alten Pinguin-Lokal jedoch, wo sich Mammut zurückgezogen hat, entdeckt Schimanski eine Verwundung bei Mammut, die ihm Eva zugefügt hat. Zwischenzeitlich umstellt die Polizei das alte Pinguin-Lokal und Schimanski will Mammut davon überzeugen, nicht für Eva aus Liebe für ihre Straftaten zu büßen. Bevor er ohnmächtig wird, übergibt er ihm ein Bild mit Eva und Beitz im alten Pinguin, das als Erpressungsstück zwischen ihr und dem Opfer gedient hatte. Damit ist Schimanski sicher, Eva Marsfeld für eine Anklage in der Hand zu haben. Schimanski kehrt zu seinem Schiff zurück, im Glauben, dass Marie-Claire nichts von seinem wahren Fernbleiben gemerkt hat.

## Hintergrund
Nachdem Schauspieler Steffen Wink wegen zu großer Gagenforderungen seine Rolle des Kommissars Tobias Schraders hinwarf, ersetzte ihn ab dieser Folge der von Julian Weigend gespielte LKA-Beamte Thomas Hunger. 
Renée Soutendijk wurde neben Götz George in Carl Schenkels Film Abwärts bekannt.
Der Titelsong One Love wurde von Sängerin Liv Kristine interpretiert.